# Ormosia friburgensis
Ormosia friburgensis är en ärtväxtart som beskrevs av Auguste François Marie Glaziou. Ormosia friburgensis ingår i släktet Ormosia och familjen ärtväxter. Inga underarter finns listade i Catalogue of Life.